# Майский вальс
«Майский вальс» — советская песня о Великой Отечественной войне, финалист телевизионного фестиваля «Песня-85». Автор музыки — композитор Игорь Лученок, автор слов — Михаил Ясень.
Впервые прозвучала в эфире 30 декабря 1985 года в исполнении народного артиста Белоруссии, заслуженного артиста Российской Федерации Ярослава Евдокимова под аккомпанемент эстрадно-симфонического оркестра, дирижёр — Александр Петухов во Дворце спорта «Динамо», в заключительном концерте Всесоюзного телевизионного фестиваля советской песни «Песня года» 1985 года.

## История создания песни

### «Народная» версия
В одном из домов освобождённой Вены советские солдаты обнаружили почти не пострадавшее пианино. Кто-то из воинов, умевший играть, открыл крышку, попробовал наиграть «Венский вальс». Из подвала донеслась та же самая мелодию. Откинули завалы — и помогли оттуда выбраться хозяину дома — музыканту — со всей его семьёй.
Австрийцы попробовали подыграть — кто на чём мог. Вскоре с улицы присоединился аккордеон. Потом гитара — это музыку услышали проходящие мимо пехотинцы.
А вскоре прямо на улице играл сборный оркестр — скрипки, гармони, гитары, балалайки, контрабас, то самое пианино — его вытащили совместными усилиями. Играли музыку самую разнообразную, пели, плясали — Вена праздновала освобождение. Советские солдаты возлагали цветы к памятнику Иоганну Штраусу, что могло послужить мотивом для написания «Майского вальса».

### Официальная версия
Песня родилась более 30 лет назад, когда в дом композитора заглянул поэт-фронтовик Михаил Ясень и положил на стол стихотворение.
Поэт-фронтовик Михаил Ясень долгое время работал над текстом. Конец Великой Отечественной войны он встретил в Германии, где и родился замысел поэтически отобразить след, который оставила война.
Когда советские войска освобождали Австрию, автору слов артиллеристу Михаилу Гольдману, известному как Михаил Ясень, был 21 год. «Я видел смерть не раз, смотрел в глаза убитых врагов и видел мёртвых наших бойцов… Вот почему родились мои песни о войне и Победе». За почти полвека творческой деятельности Михаил Ясень сочинил на русском и белорусском языках около сотни стихов о войне, многие из которых стали песнями. Среди них и «Майский вальс».
Текст стихотворения сразу понравился Игорю Лученку, буквально через несколько дней мелодия была готова. «Я многим обязан Михаилу Ясеню. Вообще, в таком непростом деле, как создание песни, многое зависит от текста. Талантливый, сердечный стих воспламеняет композитора, вызывает у него горячие ответные чувства, дает толчок творческой мысли».
Когда отгремели последние залпы войны, композитору Игорю Лученку не было ещё и 7 лет, тем не менее, он познал на себе, что такое война. Свою боль за судьбу родного народа автор перенёс в музыку, органично объединив лирическую мелодийность белорусского края и общественно-патриотические интонации.
Музыкальными средствами Игорь Лученок талантливо раскрыл смысл стихотворения.
Волга и Дунай сравниваются в песне «Майский вальс», написанной в год 40-летия Победы:
Как будто он волжские видел разливы,
Как будто Отчизну обнял…
Дунай в песне выступает символом мира, дружбы и любви. Река, беря начало в южной Германии, течёт по территории Австрии, Словакии, Венгрии, Хорватии, Сербии, Болгарии, Румынии, Молдовы, Украины, и движение её течения — как и ритм вальса.
Поэт обижался, когда в заголовке песни вальс называли „венским“, ведь „майский“ — более широкое по значимости. Музыка в песне предстает в облике вальса».
Легко вдохновенно и смело

Солдатский вальс этот звучал,

И Вена кружилась и пела,
Как будто сам Штраус играл.
Альтернативные названия песни: «Помнит Вена», «Венский вальс», «Дунайский вальс».

## Песня в исполнении Ярослава Евдокимова
Первый исполнитель песни Ярослав Евдокимов, который младше автора слов почти на 30 лет, представил её на суд зрителя в конкурсе «Песня-85».

Когда Я.Евдокимов поет эту песню, зрители как бы воочию видят перед собой опьяненных победной весной ликующих горожан на старой площади Вены, русского солдата, играющего родные напевы на «израненной в битвах гармони», и танцующих вместе с воинами-освободителями на берегу голубого Дуная венцев. Такова сила актерского воздействия, которой обладает эстрадный певец. Причем достигает он этого чисто вокальными средствами, не прибегая к каким-то особым формам подачи песни, к сценическим эффектам.

Песню можно назвать этапной в исполнительском творчестве Ярослава Евдокимова.
«Майский вальс» является постоянным номером концертных программ, особенно, когда речь идёт о праздновании Дня Победы.
TUZIN.FM/ Навіны. ТОП 100 (бел.):

Одна из самых лучших композиций на военную тему, написанная народным артистом на стихотворение поэта-фронтовика из Минска, впервые прозвучала в 1985 году на «Песне года» по Центральному телевидению и возымела ошеломляющий успех. Именно исполнение Евдокимова признано каноничным, хотя за неё брались и другие артисты, в их числе и Кобзон.
Оригинальный текст (бел.)Майский вальс (Яраслаў Еўдакімаў), музыка Ігара Лучанка, словы Міхаіла Ясеня
Адна з самых адметных кампазыцыяў на ваенную тэму, напісаная народным артыстам на верш паэта-франтавіка зь Менску, упершыню прагучала ў 1985 годзе на «Песьні году» па Цэнтральным тэлебачаньні і займела ашаламляльны посьпех. Менавіта выкананьне Еўдакімава прызнаецца за кананічнае, хоць за яе браліся і іншыя артысты, у тым ліку Кабзон.

Ярослав Евдокимов пытался восстановить „связь времён“, в первую очередь в песнях военной тематики, песнях-воспоминаниях о Великой Отечественной…»
- Запись с фестиваля «Песня года». 1985 г.
- Запись с концерта Государственный центральный концертный зал «Россия». 1986 г.
- Запись с концерта советской песни и эстрадной музыки VII всесоюзного съезда композиторов. Колонный зал Дома союзов. 1986 г.
- Фильм-концерт «Как прекрасны мир и земля…», 1987 г. Главная редакция музыкальных программ[14], ,
- Фильм-концерт «И пока на земле существует любовь…», 1988 г.
- Запись с концерта в Центре культуры и искусства «Меридиан». Москва, 09.11.2012 г.

Песня «Майский вальс» вошла в антологию шедевров песен о Великой Победе. 

## Интересные факты
- Очень часто упоминается отрывок из интервью композитора песни: «Самое высшее признание, когда утверждают, что мои песни — народные. Однажды на Полесье пожилой человек, ветеран войны, сыграл мне на аккордеоне „Майский вальс“ … „Эту песню, — сказал он, — я услышал в 45-м в Праге“. Я уточнил, что песня написана мною, в 85-м, но он стал настаивать — песня народная! И это для меня было наивысшей похвалой»[15]
- Песня вошла в ТОП 100 величайших белорусских песен[16][17][18]
- Первоначально песня «Майский вальс» возникла на русском языке. В ансамбле «Сябры» она зазвучала по-белорусски (перевод текста сделал поэт Иосиф Скурко). Михаил Ясень решил сам перевести стихотворение. Его белорусскоязычный вариант в смысловом аспекте стал глубже, чем вариант Скурко: образ солдата-музыканта приобрёл более обобщённые черты[9]
- Песня дала название региональному фестивалю песни и музыки, который проходит в Марьиной Горке (Белоруссия)[19][20]
- В  Нижнем Новгороде с 2013 года проводится Открытый фестиваль духовых оркестров «Майский вальс»[21]
- Из воспоминаний И.Лученка: «Папа и мама очень хотели, чтобы я стал музыкантом. И, что самое интересное, что моя мама любила вальсы Штрауса. И я ей потом написал „Майский вальс“ — „… помнит Вена, помнят Альпы и Дунай“. А папа любил „Полонез“ Огинского. И вот от этого корни национальных белорусских песен — „Зачарованная“, „Мой родной кут“ и т. д.»[22]
- В шоу Один в один (эстрадные пародии) песня «Майский вальс» прозвучала в исполнении Марка Тишмана, эфир от 10.05.2015 года[23]

## Известные исполнители
Песня вошла в репертуар певцов и хоровых коллективов.

### Радиозаписи
Насколько она стала популярной можно судить по количеству сделанных студийных записей на радио в первые годы после создания песни:
- Запись 1986 года — солист Ярослав Евдокимов; эстрадно-симфонический оркестр Белорусского радио и телевидения; дирижёр — Борис Райский.
- Запись 1986 года — солист Олег Ухналев; Ансамбль песни и пляски Московского военного округа; дирижёр — Сергей Назарко, инструментовка Д. Фалилеева.
- Запись 1987 года — солист Иосиф Кобзон; Государственный оркестр эстрадной и симфонической музыки Белорусской ССР; дирижёр — Михаил Финберг.
- Запись 1992 года — солист Владимир Провалинский; оркестр Белорусского радио и телевидения; дирижёр — Борис Райский.

### Видеозаписи
- Ренат Ибрагимов
- Михаил Кизин[25]
- Иосиф Кобзон
- Анатолий Ярмоленко и ВИА «Сябры»
- Альберт Жалилов[26]
- Анжелика Агурбаш
- Ирина Аллегрова
- Валентин Сенюк
- Михаил Луконин
- Эдуард Лабковский
- Борис Кудрявцев

### Аудиозаписи
- Эдуард Лабковский[25]
- Михаил Луконин[25]
- Владимир Провалинский
- Анатолий Ярмоленко и ВИА «Сябры»[25]
- Ренат Ибрагимов[27]
- Михаил Кизин[28]

## Внешние ссылки
- Майский вальс.
- Фомичёва Г. Н., 08 мая 2014. Майский вальс (8 мая 2014).